# Матилда дьо Дамартен
Матилда дьо Дамартен (* 1202; † 14 януари 1259, Португалия) е графиня Дамартен, Булон и Омал от 1223 г., кралица на Португалия – 1248 – 1253.

## Произход
Матилда е дъщеря на Ида Булонска (1160 – 1216) и Рено дьо Дамартен (ок. 1165 – 1227). Баща ѝ е взет в плен в битката при Бувин, а майка ѝ скоро след това умира.

## Бракове

### Филип Юрпел, първи брак
През 1216 г. кралят на Франция Филип Август жени Матилда за малкия си син Филип Юрпел (1200 – 1234), граф Клермон-ен-Бовези, за да контролира нейното владение. След смъртта на краля, Филип и Матилда, започват да управляват по-независимо, развивайки икономиката в техните земи и правят укрепление, а при Бланка Кастилска преминават в опозиция.
След смъртта на Филип през 1234 г. Матилда три години управлява самостоятелно, въпреки че тя трябвало да отстъпи Омал на своя чичо. През 1237 г. тя поднася васална клетва на Робер, граф Артоа.

### Афонсу III, втори брак
През 1235 г. Матилда се омъжва за живеещия във Франция португалски инфант Афонсу, който получава трона през 1248 г. Афонсу е по-млад от съпругата си, и те нямат оцелели деца.
През 1253 г. кралят се развежда с Матилда заради загубената детеродна способност на жена си.

## Галерия
- Матилда дьо Дамартен
- Матилда дьо Дамартен в Португалска генеология (Genealogia dos Reis de Portugal)
- Афонсу III
- Статуя на Матилда в катедралата в Шартър